# 알랭 콘
알랭 콘(Alain Connes, 1947년 4월 1일 ~ )은 프랑스의 수학자이다. 비가환 기하학의 창시자 가운데 하나다.

## 생애
1947년 4월 1일 프랑스 드라기냥(Draguignan)에서 태어났고, 에콜 노르말 쉬페리외르를 졸업하였다. 현재 콜레주 드 프랑스, IHÉS, 그리고 밴더빌트 대학교의 교수로 재직하고 있다.

## 업적
콘은 폰 노이만 대수의 전문가이고, 이 대수들의 인수들을 완전히 분류하였다. 그는 비가환 기하학을 개척한 사람중의 하나로, 이 제목의 책도 한권 저서로 가지고 있다. 호흐실트 호몰로지와 순환 호몰로지 사이의 신비한 관계를 밝혀 낸 업적으로도 대단히 유명하다. 이를 콘 완전쌍(Connes exact couple) 또는 콘 주기성(Connes periodicity)이라고 부른다.
콘은 비가환 물리학을 사용하여 비가환 표준 모형(noncommutative standard model)이라는 입자물리학 이론을 발표하였다. 그의 물리학에서의 업적들은 아주 널리 수긍가는 것은 아니지만, 그는 여전히 2-브레인 우주라는 개념을 플랑크 상수 정도의 작은 에너지 눈금과 연관 시키려고 노력하고 있다.
1982년에 필즈상을 수상하였고, 2001년에는 크라포르드상, 2004년에는 CNRS 금메달을 수상하였다.

## 같이 보기
- 순환 범주
- 순환 호몰로지
- 힉스 보손
- C* 대수
- M이론
- 준군
- 스펙트럼 삼조
- 리만 가설